# Sedum roberti
Sedum roberti är en fetbladsväxtart som beskrevs av Jan Frederik Veldkamp. Sedum roberti ingår i Fetknoppssläktet som ingår i familjen fetbladsväxter. Inga underarter finns listade i Catalogue of Life.